# Извор за жадните
„Извор за жадните“ (на украински: Криниця для спраглих) е съветски филм от 1965 година, драма на режисьора Юрий Иленко по сценарий на Иван Драч.
В центъра на сюжета, показан в минималистичен стил и почти без диалог, е възрастен селянин, който живее самотно със своите спомени и грижите по поддръжката на стар кладенец. Главните роли се изпълняват от Дмитро Милютенко, Лариса Кадочникова, Феодосия Литвиненко.
Филмът е заснет през 1965 година, но е забранен от цензурата и е показан за пръв път пред публика през 1987 година, по време на Перестройката.